# Trade Development Bank
O Trade Development Bank era um banco residido na cidade de Genebra na Suíça.
Foi fundado em 1959 por Edmond Safra, o qual cresceu de um para cinco bilhões de dólares nos anos 80. Ele aproveitou o clima de negócios favorável e estendeu seu império financeiro, fazendo dele um ponto de honra para satisfazer seus ricos clientes do mundo todo.  
Comandaram o Banco, os executivos: Wallace Cohen, Thomas Pfeizer, Simon Muller, Luiz Olavo Mendes de Carvalho e Carlo Rizzo Mainardi. 
Encerrou suas atividades, após uma transação em 1983, com o American Express, avaliada em US$ 2 bilhões de dólares.￼  